# Tu es foutu
Tu es foutu – pierwszy francuskojęzyczny singel włoskiej piosenkarki In-Grid. Utwór ukazał się po raz pierwszy jako singel 19 grudnia 2001. W 2003 roku wszedł w skład albumu muzycznego Rendez-Vous. „Tu es foutu” przyniósł In-Grid międzynarodową, światową sławę.
Autorem słów był Marco Soncini oraz In-Grid. W krajach anglojęzycznych utwór wydawany był pod tytułem „You Promised Me”.

## Wersje singla
1. You Promised Me (Radio Edit) 3:39
2. You Promised Me (Benny Benassi Sfaction Mix) 5:00
3. You Promised Me (Harlem Hustler’s Club Mix) 7:34
4. You Promised Me (Miami Grazin’ Dub) 6:50

## Pozycje na listach przebojów
| Kraj              | Miejsce | Certyfikat                |
| ----------------- | ------- | ------------------------- |
| Grecja            | 1       | Złota płyta (+10.000)     |
| Szwecja           | 1       | Platynowa płyta (+20.000) |
| Polska            | 1       | –                         |
| Rosja             | 1       | –                         |
| Czechy            | 1       | –                         |
| Ukraina           | 1       | –                         |
| Węgry             | 1       | –                         |
| Hiszpania         | 2       | –                         |
| Dania             | 2       | Złota płyta (+15.000)     |
| Belgia(Fl.)       | 2       | –                         |
| Holandia          | 2       | –                         |
| Stany Zjednoczone | 2       | –                         |
| Norwegia          | 3       | Złota płyta (+5.000)      |
| Rumunia           | 3       | –                         |
| Austria           | 6       | –                         |
| Australia         | 7       | Złota płyta (+35.000)     |
| Finlandia         | 7       | –                         |
| Niemcy            | 9       | –                         |
| Nowa Zelandia     | 14      | –                         |
| Włochy            | 16      | –                         |
| Belgia(Wl.)       | 17      | –                         |
| Szwajcaria        | 23      | –                         |
| Francja           | 47      | –                         |
| Wielka Brytania   | 200     | –                         |

## Polskie listy przebojów
| Lista (2002)                    | Najwyższa pozycja |
| ------------------------------- | ----------------- |
| Kolejka – lista przebojów       | 2                 |
| 30 ton – lista, lista przebojów | 2                 |